# Jaap Stam
Jakob "Jaap" Stam, född 17 juli 1972 i Kampen, är en nederländsk fotbollstränare och tidigare fotbollsspelare (mittback.) Han representerade under sin aktiva karriär flera stora europeiska klubbar och det nederländska landslaget. Han är för närvarande huvudtränare för FC Cincinnati.
Jaap Stam slog igenom internationellt i samband med VM 1998 i Frankrike, då Nederländerna nådde en semifinalplats. Samma sommar värvades han från PSV Eindhoven till Manchester United, där han var med och vann Premier League under alla sina tre säsonger i klubben samt Champions League 1998/1999. Efter att han skrivit en kontroversiell bok om Manchester-klubben flyttade Stam 2001 till italienska Lazio. Efter att ha testats positivt för steroiden nandrolon efter en Serie A-match 2001 stängdes han av i fyra månader, vilket efter överklagan kortades ner med en månad. Han vann Coppa Italia med Lazio 2004, och värvades samma sommar av AC Milan, där han tillbringade två säsonger innan han 2006 återvände till Nederländerna och skrev på för Ajax. Han var lagkapten i Ajax fram till i november 2007, då han avslutade sin professionella karriär.
Internationellt spelade Stam 67 landskamper mellan 1996 och 2004, och gjorde tre mål. Han representerade Nederländerna i tre EM och ett VM, under vilka laget nådde tre semifinaler.
Efter spelarkarriärens slut blev Stam 2008 scout åt Manchester United, med ansvar för Sydamerika. Därefter blev han assisterande tränare i PEC Zwolle, och 2013 tillträdde han i samma roll hos Ajax. Den 13 juni 2016 blev Stam huvudtränare för Championship-klubben Reading. Under sin första säsong som huvudtränare ledde han klubben till en tredjeplats och final i playoff till Premier League, som dock vanns av Huddersfield på straffar. Tio månader senare, den 21 mars 2018, fick Stam sparken från Reading, som då låg på tjugonde plats i Championship med endast en seger på de senaste 19 matcherna.

## Meriter
- Uefa Champions League: 1999
- Premier League: 1999, 2000, 2001
- FA-cupen: 1999
- Eredivise: 1996/1997
- Supercoppa italiana: 2004
- Årets spelare i Nederländerna: 1997
- Coppa Italia: 2003/2004